# Barry Sullivan
Barry Sullivan (* 29. August 1912 in New York City; † 6. Juni 1994 in Sherman Oaks, Kalifornien) war ein US-amerikanischer Schauspieler.

## Leben und Karriere
Sullivan begann seine Karriere in den 1930er Jahren als Theaterschauspieler am Broadway. 1937 spielte er in seinem ersten Hollywoodfilm eine kleine Rolle. Er zählte im Laufe seiner Karriere nie zu den großen Stars, spielte allerdings bis in die 1980er Jahre in über 100 Filmen mit. Vor allem als Charakterdarsteller von erstklassigen Nebenrollen war er ein gefragter Schauspieler. Mit Beginn der Fernsehära in den 1950er Jahren trat er in zahlreichen Fernsehserien auf. Seine berühmtesten Rollen spielte er 1952 unter der Regie von Vincente Minnelli als Filmregisseur in The Bad and the Beautiful an der Seite von Kirk Douglas und Lana Turner sowie 1957 in Samuel Fullers Avantgarde-Western Vierzig Gewehre an der Seite von Barbara Stanwyck.
Der Spiegel beschrieb Sullivan in seinem Nachruf folgendermaßen: „Sein Gesicht sah so aus, als hätten Faustschläge es in Form gebracht wie Hammerschläge eine Rüstung, und die Augen waren schmal geworden, damit nur keiner sehen konnte, was dahinter vorging. Er war kein Mann für psychologische Spitzfindigkeiten, aber ein guter Held für jene Regisseure, die in den Fünfzigern ihre Filme mit groben Strichen oder grellen Farben malten“.

## Filmografie (Auswahl)
- 1943: Eine Frau für den Marshall (The Woman of the Town)
- 1944: Die Träume einer Frau (Lady in the Dark)
- 1946: Der Todesreifen (Suspense)
- 1947: Abgekartetes Spiel (Framed)
- 1949: Der große Gatsby (The Great Gatsby)
- 1949: Hoher Einsatz (Any Number Can Play)
- 1949: Zum Zerreißen gespannt (Tension)
- 1949: Die Goldräuber von Tombstone (Bad Men of Tombstone)
- 1950: Blutiger Staub (The Outriders)
- 1950: Nancy geht nach Rio (Nancy Goes to Rio)
- 1950: Mein Leben gehört mir (A Life of Her Own)
- 1951: Mein Mann will heiraten (Grounds for Marriage)
- 1951: Die Ehrgeizige (Payment on Demand)
- 1951: Grund zur Aufregung (Cause for Alarm!)
- 1951: Von Gier besessen (Inside Straight)
- 1952: Stadt der Illusionen (The Bad and the Beautiful)
- 1952: Mädels ahoi (Skirts Ahoy!)
- 1952: The Hoaxters (Stimme)
- 1953: Schrei des Gejagten (Cry of the Hunted)
- 1953: Sekunden der Angst (Jeopardy)
- 1954: Ausgeräuchert (The Miami Story)
- 1954: Ihre zwölf Männer (Her Twelve Men)
- 1955: Ehe in Fesseln (Queen Bee)
- 1955: In geheimer Kommandosache (Strategic Air Command)
- 1956: Mord in den Wolken (Julie)
- 1957: Massaker (Dragoon Wells Massacre)
- 1957: Vierzig Gewehre (Forty Guns)
- 1958: Der Seewolf (Wolf Larsen)
- 1959: Bonanza (Fernsehserie, Folge The Sun Mountain Herd)
- 1960: Sieben Wege ins Verderben (Seven Ways from Sundown)
- 1962: Licht auf der Piazza (Light in the Piazza)
- 1963: Der Kommodore (A Gathering of Eagles)
- 1964: Plädoyer für einen Mörder (Man in the Middle)
- 1964: Postkutsche nach Thunder Rock (Stage to Thunder Rock)
- 1965: Planet der Vampire (Terrore nell’spazzio)
- 1966: Mohn ist auch eine Blume (The Poppy Is Also a Flower)
- 1966: Mord aus zweiter Hand (An American Dream)
- 1969: Blutige Spur (Tell Them Willie Boy Is Here)
- 1969: Outsider (Shark!)
- 1973: Pat Garrett jagt Billy the Kid (Pat Garrett & Billy the Kid)
- 1973, 1975: Barnaby Jones (Fernsehserie, 2 Folgen)
- 1974: Erdbeben (Earthquake)
- 1975: Einen vor den Latz geknallt (La parola di un fuorilegge … è legge!)
- 1976: Camorra – Ein Bulle räumt auf (Napoli violenta)
- 1977: Oh Gott… (Oh God!)
- 1978: Der Herr der Karawane (Caravans)
- 1979: Drei Engel für Charlie (Charlie’s Angels) (Fernsehserie, Folge 4x01 Abenteuer in der Karibik)